# Thomas Bourgeron
Pour les articles homonymes, voir Bourgeron.
Thomas Bourgeron est un scientifique français travaillant à l'Institut Pasteur et professeur à l'université Paris Diderot. Son équipe a trouvé la première mutation monogénique impliquée dans une forme d'autisme. Il travaille sur les gènes, les modifications des propriétés des synapses et modifications du rythme circadien dans les troubles du spectre de l'autisme.
En novembre 2014 il est élu à l'Académie des sciences.
En octobre 2015, il devient membre senior de l'Institut universitaire de France.

## Ouvrages
- Thomas Bourgeron, Des gènes, des synapses, des autismes, Paris, Odile Jacob, 2023, 320 p. (ISBN 978-2415003906).